# 마리아 도메니카 마자렐로
성녀 마리아 도메니카 마자렐로(Maria Domenica Mazzarello, 1837년 5월 9일 - 1881년 5월 14일)는 이탈리아의 로마 가톨릭교회 성인이자 살레시오 수녀회의 창립자이다. 축일은 5월 13일이다.

## 생애
마리아 마자렐로는 이탈리아 북부 알렉산드리아 주 모르네세에서 일용직으로 일하는 가난한 노동자 가정에서 태어났다.
15세가 되던 해에 마리아는 본당 사제인 페스타리노 신부가 조직한 ‘원죄 없으신 성모의 딸들 협회(Association of the Daughters of Mary Immaculate)’에 가입하였다. 훗날 이는 살레시오 수녀회 창설의 전조가 된다.
원죄 없으신 성모의 딸들 협회는 자선 활동으로 유명세를 탔으며, 마리아는 협회 내에서 합리적 판단과 헌신, 즐거움 그리고 젊은이들에 대한 사랑으로 두각을 나타냈다. 마리아가 어디를 가든지 항상 동네 어린이들이 자석처럼 그녀의 뒤를 따라다녔으며, 그녀와 함께 어울리는 것을 좋아하였다.
마리아가 23세가 되던 해에 장티푸스 유행병이 모르네세 마을을 휩쓸어 마을 사람들이 빠르게 감염되어 죽어나가기 시작했다. 마리아의 이모와 이모부 역시 병에 걸려 병석에 누웠으며, 마리아는 자원으로 병자들과 병자들의 자녀들을 돌보았다.
일주일이 지난 후에 병자들은 치유되었다. 하지만 마리아가 치료를 마치고 집으로 돌아갔을 때, 이번에는 그녀 자신이 장티푸스에 걸리게 되었다. 병자성사를 받은 후에 병이 치유되기는 하였지만, 후유증으로 병약해지게 되었다.